# Bạch Đa

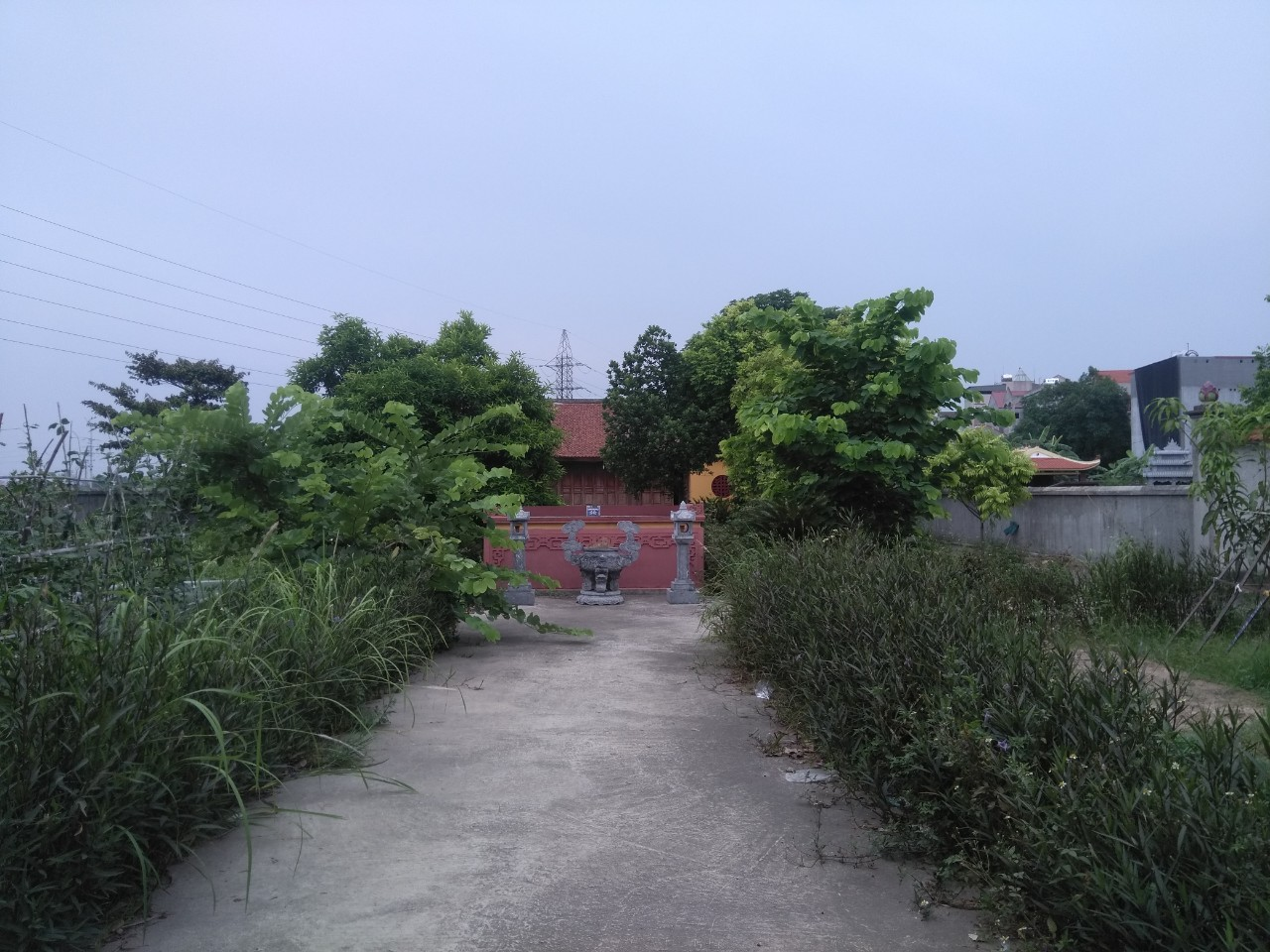
Nghè Xóm Nối, Đại Đồng thờ Bạch Đa, vị tướng nhà Đinh tham gia dẹp 12 sứ quân

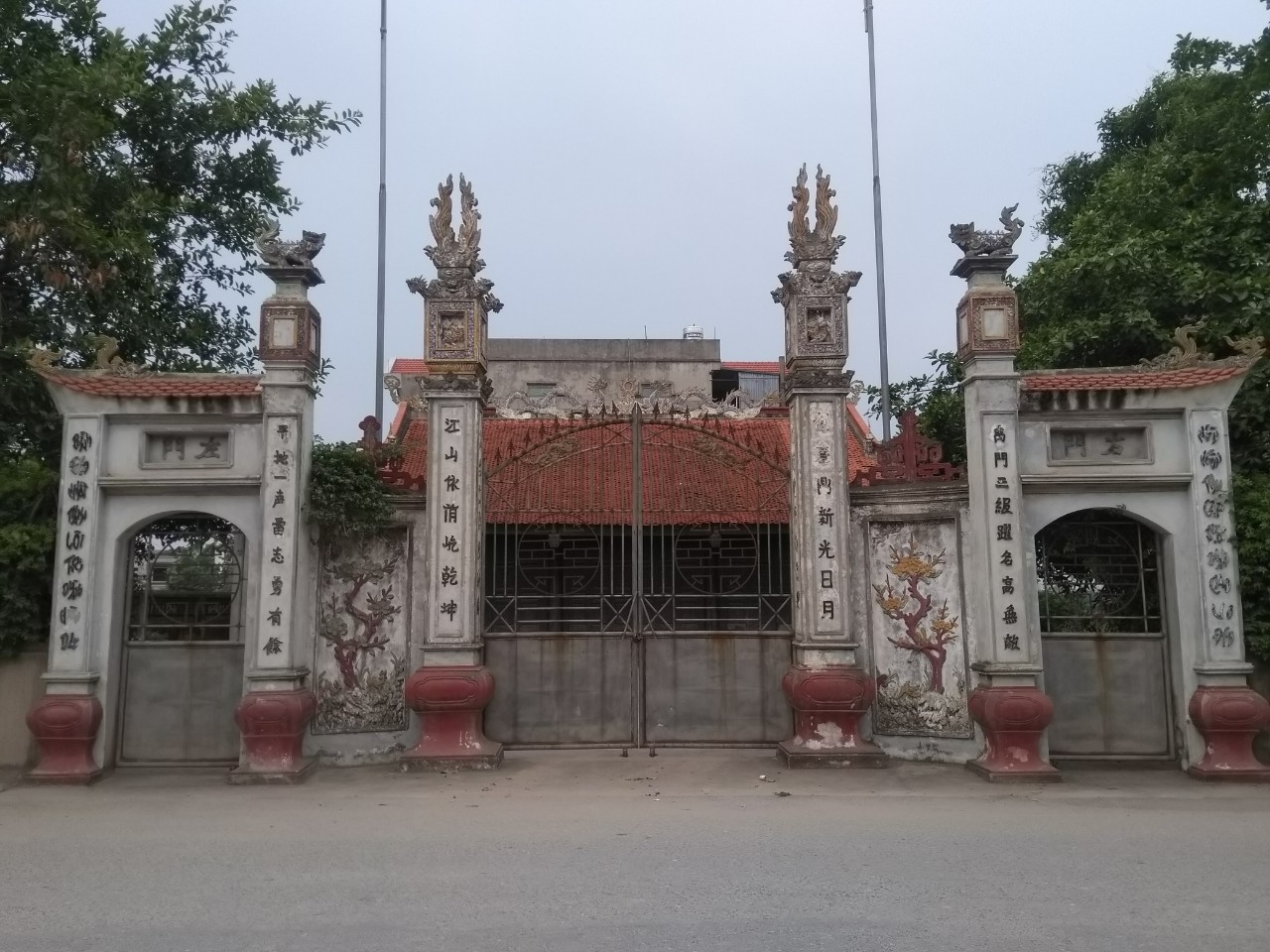
Đình làng Đại Vi thờ 3 vị tướng nhà Đinh Trương Ngọ, Trương Mai, Bạch Đa có công giúp Vua Đinh Tiên Hoàng dẹp 12 sứ quân

Bạch Đa là một vị tướng nhà Đinh, có công đánh dẹp loạn 12 sứ quân, góp phần giúp Đinh Bộ Lĩnh lập ra nhà nước Đại Cồ Việt trong lịch sử Việt Nam. Ông được nhiều nơi ở Hà Nội và Bắc Ninh lập đền thờ với tôn xưng Bạch Đa đại vương.

## Xuất thân
Bạch Đa cùng với 2 anh họ là Trương Ngọ, Trương Mai là 3 vị tướng quê ở động Hoa Lư, châu Đại Hoàng (nay thuộc Ninh Bình). Chàng Ngọ và Chàng Mai là hai anh em sinh đôi còn Bạch Đa là em họ, mồ côi cha mẹ từ nhỏ, được bố mẹ hai chàng đón về nuôi. Đến khi Đinh Bộ Lĩnh nổi lên khởi nghĩa, dẹp loạn 12 sứ quân, ba anh em bèn ra giúp, được phong chức Đô Uý. Ba ông mộ được mấy nghìn quân, đóng ở chùa trang Bối Khê, đạo Sơn Nam. Khi ba ông cầm quân đi đánh quân Ngô, bất ngờ bị tấn công đồn ở trang Đại Vi, ba ông không chống lại được đã hi sinh. Dân làng cảm phục lập đình Đại Vi ở Tiên Du, Bắc Ninh thờ phụng. Các triều Vua phong ba ông làm Phúc thần. Riêng Bạch Đa còn được thờ ở đình Đông Dư Hạ và đình Đông Dư Thượng, Gia Lâm, Hà Nội.

## Bạch Đa đại vương
Các triều Vua phong ông là Thượng đẳng thần với tôn hiệu là Bạch Đa đại vương. Nơi thờ chính là Nghè Nối thuộc xã Đại Đồng, huyện Tiên Du, tỉnh Bắc Ninh. Lễ hội đình Thổ Khối ở Long Biên cũng diễn ra vào ngày giỗ thần Bạch Đa.
Truyền thuyết đền Bạch Đa ở thôn Yên Sào, xã Xuân Giang, Sóc Sơn, Hà Nội thì Bạch Đa là người được Đinh Bộ Lĩnh cử về Vũ Ninh đánh dẹp sứ quân Nguyễn Thủ Tiệp.

## Tôn vinh
Do lập nhiều công lao, Bạch Đa được nhiều nơi lập đền thờ như:
- Nghè Nối, xã Đại Đồng, huyện Tiên Du, tỉnh Bắc Ninh
- Đình Đại Vi, xã Đại Đồng, huyện Tiên Du, tỉnh Bắc Ninh
- Đình Thổ Khối, phường Cự Khối, quận Long Biên, Tp Hà Nội [3]
- Đình Đông Dư Thượng, xã Đông Dư, huyện Gia Lâm, Tp Hà Nội
- Đình Đông Dư Hạ, xã Đông Dư, huyện Gia Lâm, Tp Hà Nội
- Đền Bạch Đa, thôn Yên Sào, xã Xuân Giang, huyện Sóc Sơn, Tp Hà Nội